# Iskar (dorp in Pleven)
Iskar (Bulgaars: Искър) is een dorp in het noordwesten van Bulgarije, dicht bij de Roemeense grens. Het dorp is gelegen in de gemeente Goeljantsi in de oblast Pleven. Het dorp ligt hemelsbreed op ongeveer 31 km afstand van de stad Pleven en 141 km van de hoofdstad Sofia.

## Bevolking
De telling van 1934 registreerde 1.504 inwoners. Dit aantal groeide tot een maximum van 1.612 inwoners in 1946. Sinds dat moment neemt het inwonersaantal in een rap tempo terug. Zo werden er op 31 december 2019 slechts 170 inwoners geteld.
Van de 286 inwoners reageerden er 285 op de optionele volkstelling van 2011. Zo'n 284 personen identificeerden zich als etnische Bulgaren (99,6%) en 1 respondent was ondefinieerbaar (0,4%).
Van de 286 inwoners die in februari 2011 werden geregistreerd, waren er 9 jonger dan 15 jaar oud (3,1%), 97 inwoners waren tussen de 15 en 64 jaar (33,9%) en 180 inwoners waren 65 jaar of ouder (62,9%).